# Бой под Ридом
Бой под Ридом (фр. Bataille de Ried, нем. Schlacht bei Mehrnbach или нем. Schlacht von Ried) — один из боёв во время Войны третьей коалиции, произошедший 30 октября 1805 года между французским авангардом и австрийским арьергардом.

## Ход боя
30 октября в шесть часов утра французский авангард выступил из Браунау в направлении местечка Рид и двинулся на преследование отступающих союзников. В голове французских колонн был 1-й конно-егерский полк и две бригады драгун дивизии Бомона. Вместе с кавалерией шёл отряд пехоты из корпуса Даву (два батальона 17-го линейного полка и два батальона 30-го линейного). 
Очень скоро французские конные егеря наткнулись на четыре австрийских батальона. Дальнейший ход боя подробно изложен Мюратом в донесении, отправленном Наполеону в 18:00.

 Противник, эвакуировавший Браунау и Бургхаузен, собрался этим вечером в Риде численностью от четырех до пяти тысяч человек; его арьергард был встречен на высотах деревни Мернбах (Mehrnbach); его атаковали несколько раз (chargée et rechargée), энергично гнали от деревни и со всех ее позиций до высот, которые господствуют над Ридом; затем вражеская кавалерия сплотилась, чтобы защитить свою пехоту, которая входила в дефиле; её атаковал 1-й полк конных егерей, который при поддержке дивизии под командованием генерала Бомона опрокинул их и отбросил в дефиле; его поддерживала пехота, выстроившаяся вдоль леса; затем некоторым драгунам приказали спешиться, и началась перестрелка. В то время как кавалерия ворвалась в дефиле, пехота, ее оборонявшая, была либо изрублена на куски, либо взята в плен вместе с пятьюдесятью гусарами Фриеса, все из которых были тяжело ранены; мы взяли пятьдесят лошадей; кавалерия, продолжая свои успехи, прибыла в Рид, захватила пехоту, которая защищала вход, снова атаковала гусар в городе, выгнала их и преследовала лигу вперед по дороге на Хааг (Haag am Hausruck). 

Это сражение, которое делает величайшую честь кавалерии Вашего Величества, принесло нам шестьсот пленных, в том числе несколько офицеров, пятьдесят-шестьдесят лошадей, пятнадцать бочек патронов, запасы продовольствия и фуража.